# 長崎県道17号大村停車場線
長崎県道17号大村停車場線（ながさきけんどう17ごう おおむらていしゃじょうせん）は、長崎県大村市を通る県道（主要地方道）である。

## 概要
長崎県大村市のJR九州大村線 大村駅から国道34号までの総延長588 mの路線。
1898年（明治31年）1月20日、九州鉄道が大村駅を開業した際に、長与駅までの連絡船への利便性を図るために、大村駅 - 大村港の直通道路を開削したのが起源である。長崎線（現大村線）の全通によって、連絡線は廃止されたが、長崎街道大村宿と直行し、大村駅と大村宿を直結する幹線道路として、商業の中心地となった。大村大空襲後も商店が沿線に集中し、1964年（昭和39年）にはアーケードが落成した。このような経緯から、旧道路法の時代から県道として整備が進められている。
大部分の区間がアーケード内であるため、商店街が開店している10:00 - 19:00は車両通行止めとなる。全日通行可の区間はアーケード南口 - 国道間の約200 mと北口 - 駅前間の約50 m程度に限定される。駅前中央通りが北に並走している。この通行止め区間は、県道アーケードのみならず、大村宿を起源とし、直行する本町アーケードも同様である。

### 路線データ
- 起点：大村市東本町（JR九州大村線 大村駅前）
- 終点：大村市西本町（国道34号交点）
- 総延長：588 m

## 歴史
- 1993年（平成5年）5月11日 - 建設省から、県道大村停車場線が大村停車場線として主要地方道に指定される[1]。

## 地理

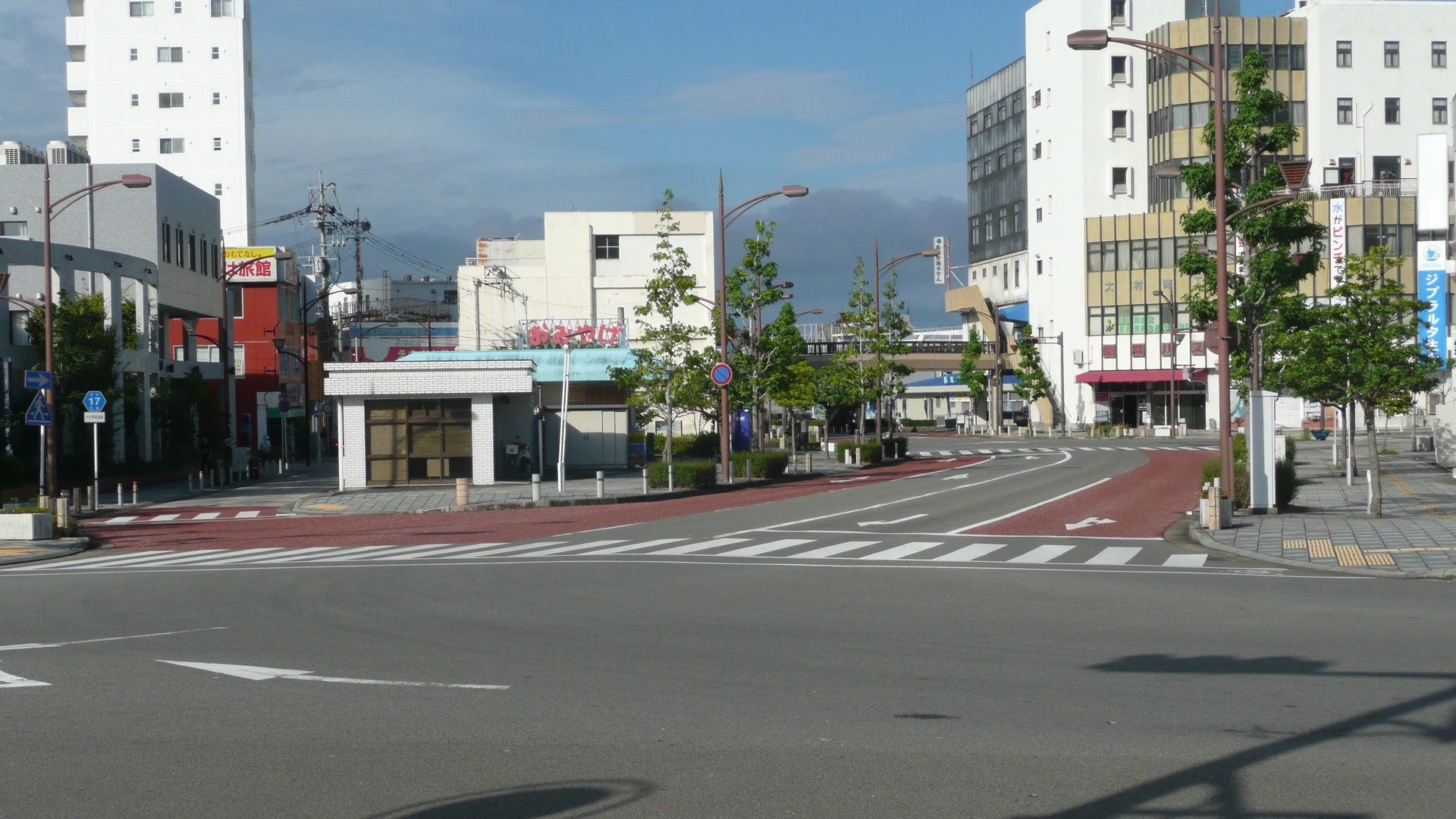
大村駅から国道34号方面

### 通過する自治体
- 大村市

### 交差する道路
| 交差する道路 | 交差する場所 | 交差する場所 |
| ------------ | ------------ | ------------ |
| 国道34号     | 東本町       | 終点         |

### 沿線
- JR九州大村線 大村駅
- 長崎県交通局 大村ターミナル
- 大村商工会議所
- 長崎空港観光ホテル
- 長崎銀行大村支店
- 九州ひぜん信用金庫大村支店
- 十八親和銀行大村支店
- 十八親和銀行大村中央支店